# Thành Tâm (xã)
Thành Tâm là một xã thuộc huyện Thạch Thành, tỉnh Thanh Hóa, Việt Nam.
Xã Thành Tâm có diện tích 23,27 km², dân số năm 2004 là 5952 người, mật độ dân số đạt 256 người/km².